# Dion O'Banion
Charles Dion O'Banion, někdy také Dean O'Banion (8. července 1892 Illinois – 10. listopadu 1924 Chicago), byl irsko-americký gangster působící v Chicagu na začátku 20. století. V období prohibice byl hlavním konkurentem mafiánského bosse Johnny Torria a jeho zástupce, Al Capona.

## Začátky
Narodil se v roce 1892 v Americe ve státě Illinois irským rodičům. Jako místo narození bývá označováno město Aurora nebo Maroa. V městečku Maroa nedaleko Chicaga O'Banion vyrůstal spolu s bratrem Floydem a sestrou Ruth. Jeho matka, Emma Brophy, zemřela na tuberkulózu v roce 1901. O'Banion se poté s otcem Charlesem přestěhoval do Chicaga. Otec tam pracoval jako malíř pokojů, štukatér a holič. Mladý O'Banion zpíval v kostelním sboru.
V Chicagu se O'Banion spřátelil se svými budoucími společníky, kterými byli Bugs Moran, Hymie Weiss a Vincent Drucci. Přidružil se ke gangu, který se specializoval na krádeže a loupeže zboží pro černý trh.
Když bylo O'Banionovi 14 let, odešel ze školy. Začal prodávat noviny, živil se jako číšník a zpěvák. Při práci v baru kradl zákazníkům peněženky a před podnikem pak přepadával a okrádal opilce. Věnoval se také vykrádání trezorů.
V roce 1909 byl na tři měsíce uvězněn kvůli loupeži. Dva roky nato strávil ve vězení další tři měsíce za nedovolené držení zbraně. Byl zadržen ještě mnohokrát v budoucnu, ale díky úplatkům už do vězení nešel.
Stal se šéfem irského gangu North Side, což byla největší konkurence Johnny Torria a Al Capona. Specializoval se na hazardní hry a později na obchodování s alkoholem.

## Legální a nelegální aktivity
Když v lednu roku 1920 začal platit zákon o prohibici, O'Banion se zaměřil na přepadávání aut, která dovážela alkohol. Jeho gang brzy začal konkurovat Torriově organizaci, která prováděla stejnou činnost. Proti sobě stáli O'Banionovi Irové a Torriovi Italové, neuznávající rozdělení teritorií, která navrhla druhá strana.
5. února 1921 se O'Banion oženil s Irkou Helen Violou Kaniff (po O'Banionově smrti se Viola dvakrát vdala a rozvedla. Zemřela v roce 1976).
Navenek působil O'Banion dojmem poctivého, spořádaného a velkorysého člověka, který pomáhá nemocným a potřebným. Měl však i druhou tvář, která vykazovala psychopatické rysy. Vymýšlel žerty, které končily zmrzačením náhodných známých nebo i přátel. Při tom se dobře bavil. Nezdráhal se zabíjet, odhaduje se, že na jeho konto zemřely desítky lidí. Poté, co se O'Banion oženil, potřeboval se věnovat nějaké legální činnosti. Stal se tedy spolumajitelem obchodu s květinami William Schofield's Flower Shop. Přes den v něm pracoval, vázal a prodával květiny. Jinak obchod sloužil jako jeho ústředí. U O'Baniona kupovali květiny a věnce mafiáni na pohřby svých přátel i nepřátel z podsvětí.

## Past na Torria
V květnu roku 1924 oznámil O'Banion Torriovi, že s obchodováním s alkoholem končí a je ochoten mu prodat podíl v jedné společnosti a předat sklad i teritorium. 19. května 1924 se s Torriem sešel kvůli předání. Torrio si připravil peníze a O'Banion mu začal ukazovat sklad alkoholu a účetní knihy. Objevila se tam však policie.
O'Banion o policejní razii věděl. Věděl také, že on za porušení prohibičního zákona dostane jen pokutu, ale Torrio (protože už to bylo jeho druhé provinění v této věci) půjde do vězení. Torrio byl skutečně odsouzen, ale ještě než nastoupil do vězení, stačil se pomstít.

## Smrt
O'Banion měl konflikt kvůli alkoholu nejen s Torriem a Al Caponem, ale také s bratry Genna. Ti byli členy mafiánské Sicilské Unie a potřebovali O'Baniona odstranit. Jejich prezident, Mike Merlo, jim to však rozmluvil. Mike Merlo byl vážně nemocný, umíral na rakovinu. Bylo jen otázkou dní, jak dlouho ještě bude žít. Torrio proto spolu s bratry Genna vymyslel plán, jak O'Baniona zabít.
8. listopadu 1924 Mike Merlo zemřel. 9. listopadu 1924 objednal James Genna smuteční věnce na Merlův pohřeb a přitom si prohlížel O'Banionovo květinářství.
Frankie Yale, který kvůli pohřbu přijel z New Yorku, objednal obrovské množství květin na Merlův pohřeb také u O'Baniona. Stejně tak učinil Al Capone. O'Banion přislíbil, že věnce osobně uváže. 10. listopadu 1924 ráno viděl O'Banion, jak z auta vychází dva neznámí muži a mezi nimi Frankie Yale. Ti dva byli později identifikováni jako Albert Anselmi a John Scalise. O'Banion šel Yalovi, svému zákazníkovi, naproti a potřásl mu rukou. Frankie Yale mu ale ruku nepustil a jeho dva společníci do O'Baniona začali střílet. Teprve po vypálení šesti ran povolil Yale sevření.
Po O'Banionově smrti následovaly odvetné akce. O'Banionův gang začal vést Hymie Weiss, zemřel však v roce 1926. Vincent Drucci zemřel v roce 1927. Šéfem Irů se pak stal Bugs Moran. Válka gangů skončila až v roce 1929, kdy při Masakru na Den svatého Valentýna nechal Al Capone zabít několik Moranových lidí.